# فرودگاه خلیج هوپ
فرودگاه خلیج هوپ (به انگلیسی: Hope Bay Aerodrome) یک فرودگاه خصوصی است که یک باند فرود شن دارد و طول باند آن ۹۱۴ متر است. این فرودگاه در کشور کانادا قرار دارد و در ارتفاع ۳۸ متری از سطح دریا واقع شده‌است.